# Philip Moon
Philip Moon (* 5. November 1961) ist ein US-amerikanischer Schauspieler.

## Leben
Der asiatischstämmige Moon besuchte das Hunter College und später die Yale University. Er begann Mitte der 1980er Jahre mit dem Schauspiel. In den 1990er Jahren verkörperte er zumeist Nebenrollen in Fernseh- und Kinofilmen wie 1993 in Cyborg Agent, 1995 in Batman Forever, 1997 in Playing God oder 1998 in The Big Lebowski. Von 1994 bis 1995 stellte er in vier Episoden die Rolle des Keemo Volien in der Fernsehserie Schatten der Leidenschaft dar. 2005 stellte er in insgesamt sechs Episoden die Rolle des Lee in der Fernsehserie Deadwood dar. Moon wirkte gelegentlich auch in Low-Budget-Produktionen mit wie 2009 in Hydra – The Lost Island.

## Filmografie
- 1984: Springfield Story (Guiding Light) (Fernsehserie, Episode 1x9453)
- 1988: 900.000 $ zuviel (Sticky Fingers)
- 1988: Jung und Leidenschaftlich – Wie das Leben so spielt (As the World Turns) (Fernsehserie)
- 1988: The Laser Man
- 1989: Freundschaft fürs Leben (Longtime Companion)
- 1990: Mord mit System (A Shock to the System)
- 1990: Cadillac Man
- 1991: L.A. Law – Staranwälte, Tricks, Prozesse (L.A. Law) (Fernsehserie, Episode 5x16)
- 1991: Der Klan der Vampire (Blood Ties) (Fernsehfilm)
- 1991: Die Fremde aus der U-Bahn (...And Then She Was Gone) (Fernsehfilm)
- 1992: Lethal Weapon 3 – Die Profis sind zurück (Lethal Weapon 3)
- 1992: Alptraum ohne Erwachen (Nightmare in the Daylight) (Fernsehfilm)
- 1993: Cyborg Agent (Running Delilah) (Fernsehfilm)
- 1993: Töchter des Himmels (The Joy Luck Club)
- 1993: Armistead Maupin’s Geschichten aus San Franzisko (Tales of the City) (Mini-Serie, Episode 1x02)
- 1994: Time Trax – Zurück in die Zukunft (Time Trax) (Fernsehserie, Episode 2x01)
- 1994: Models Inc. (Fernsehserie, Pilotfolge)
- 1994: 36 Tage Terror (S.F.W. / So Fucking What?)
- 1994: Renegade – Gnadenlose Jagd (Renegade) (Fernsehserie, Episode 3x05)
- 1994–1995: Schatten der Leidenschaft (Fernsehserie, 4 Episoden)
- 1995: Batman Forever
- 1996: New York Cops – NYPD Blue (NYPD Blue) (Fernsehserie, Episode 3x09)
- 1996: Babylon 5 (Fernsehserie, Episode 3x06)
- 1997: Playing God
- 1998: The Big Lebowski
- 1998: Starship Osiris (Fernsehfilm)
- 1998: Tempting Fate – Versuchung des Schicksals (Tempting Fate) (Fernsehfilm)
- 1998: Todesflug 1602 – Als der Himmel einstürzte (A Wing and a Prayer) (Fernsehfilm)
- 1998: Love Kills
- 1998: No Salida
- 2000: Walker, Texas Ranger (Fernsehserie, Episode 8x20)
- 2001: Lady Cops – Knallhart weiblich (The Division) (Fernsehserie, Episode 1x11)
- 2004: 24 (Fernsehserie, Episode 3x15)
- 2004: Close Call
- 2005: Deadwood (Fernsehserie, 6 Episoden)
- 2006: The Genius Club
- 2007: 88 Minuten (88 Minutes)
- 2007: Numbers – Die Logik des Verbrechens (NUMB3RS) (Fernsehserie, Episode 3x16)
- 2007: Ghosts of the Heartland
- 2008: Pretty/Handsome (Fernsehfilm)
- 2009: Hydra – The Lost Island (Hydra) (Fernsehfilm)
- 2009: Company Retreat
- 2011: CSI: Miami (Fernsehserie, Episode 10x08)
- 2015: Hawaii Five-0 (Fernsehserie, Episode 5x23)
- 2015: The Networker
- 2015: True Detective (Fernsehserie, Episode 2x03)

## Synchronisation
- 2013: BioShock Infinite (Videospiel)